# Ганц Кюхельгартен
«Ганц Кюхельга́ртен» («идиллия в картинах») — поэма Николая Васильевича Гоголя, написанная им ещё в Нежинской гимназии в 1827 году в подражание идиллии Фосса «Луиза» (1795). Опубликована в 1829 году под псевдонимом В. Алов. Романтическая «идиллия в картинах».

## Сюжет
Поэма начинается сценой на природе в Германии, в деревне Люненсдорф в двух милях от Висмара. К полуспящему, полугрезящему под липой в креслах старику пастору, уже ожидающему вечного покоя, подходит его внучка — красавица и шалунья Луиза, дочь мызника Вильгельма Бауха и его жены Берты. Старик сначала не узнаёт внучку, принимает её за посланницу рая, зовущую на небеса, и говорит, что готов, но недостоин — хотя и отрёкся от нечистого и посвятил всю последующую жизнь служению Господу, но до этого был злым воином и лютые дела ему не в новость и затем снова засыпает.
Луиза наклоняется над стариком, он пробуждается уже с ясным сознанием и она рассказывает ему, что вот скоро будет праздник, но друг её детских дней и возлюбленный Ганц не рад, он как будто болен, сам не свой, одиноко ходит к морю и чем-то мучается. Старик её успокаивает, прижав к груди. Жизнь продолжает идти своим чередом, Вильгельм празднует день рождения Берты за обильным столом, вино веселит гостей, Ганц как будто освобождается от своей грусти, кружится с Луизой в вальсе, потом все катаются на лодке.
Между тем Кюхельгартен «душой прикован» к Древней Греции, не расстаётся с книгой, жадно листая страницы и представляя Афины, Парфенон во всей их красе, Фидия, Парразия, Зевксиса и их творения, речи Эпикура, стихи Софокла, чарующую Аспазию. Мечты рассеиваются и Ганц снова один — «болен, бледен, худ» как его видит недоумевающая Луиза.
Не желая остаться в повседневности родного места, посвятить себя обыденному, и, как ему представляется — погубить душу для высокого, он, хотя и любит Луизу, но всё-таки решает один отправиться в путешествие — увидеть далёкий, незнакомый ему мир, постичь высшую цель существования и обрести славу. Мысленно он просит прощения у любимой и обещает скоро вернуться.
С котомкой за спиной и дорожным посохом за поясом, ночью, он тайком посещает спящую у открытого окна Луизу, целует её и с тяжёлой душой бежит прочь. Утром девушка пробуждается, Ганца весь день нет, она идёт к нему домой, видит там книги Платона, Шиллера, Петрарки, Тика, Аристофана и «позабытого Винкельмана», находит записку от Ганца. Душа её убита, она страдает.
Ночью Луиза сидит у окна, месяц светит над водой, и её посещают фантастические видения: необыкновенные тени, двое рыцарей с мечами и в латах, затем дворец чудной феи, спящей в плену за решёткой: её освобождает странный дух с крыльями, покрывающими север и юг. Из моря выплывают молодые сказочные девы, манящие и зовущие под песню о себе и о коварной измене. Под крики сов над пустыми гробами на старом кладбище поднимается мертвец в белом саване, отирает свои кости, он на коне, в глазах огонь, он растёт и скоро займёт всё небо. С кладбища страшной толпой потянулись покойники, и вдруг земля раскалывается и тени разом пропадают в бездну. Луиза пугается и захлопывает окно. Она почти на грани помешательства, ложится в постель, безуспешно стараясь уснуть.
Добравшись до древних Афин, путник разочарован — обозревает руины и обломки некогда величественных сооружений ушедшей цивилизации, о которых ещё напоминают некоторые архитектурные детали, но они уже не могут воскресить прежних мечтаний, везде присутствуют «разрушенье и позор» и только ящерицы скользят среди травы и камней и мусульманин в чалме на лошади (в тогдашней Османской Греции) при случае продолжает разорять остатки былого величия древней Эллады.
Прошло два года. Старый пастор умер, прихожане, благодарные за «духовный хлеб» и многолетнее благое слово Христово, поставили ему памятник на кладбище. Луизе минуло восемнадцать лет: она очень любила своего дедушку и жалеет, что не сбылись его надежды на счастливый брак внучки с Ганцем, когда бы он сам обвенчал их. Тем не менее, несмотря на всё, Луиза продолжает оставаться верной своему непутёвому другу. Её мать Берта считает, что нужно давно уже забыть про Ганца, она раздосадована и даже называет дочь «девкой», а младшая сестра Луизы, шестнадцатилетняя Фанни, другого мнения. Сидя в своём уголке за пяльцами, она полна тоски и мыслей об идеальном друге и про себя бормочет, что и сама бы так любила.
Ганц же, сильно потрёпанный житейскими бурями, с полупотухшим взором и с котомкой за спиной бредёт из чужбины домой. Наученный столкновениями с людьми, исповедующими отнюдь не возвышенные идеалы, он думает теперь — не лучше ли было остаться дома, и предаваться тихому семейному счастью? Сам автор в строфах поэмы, озаглавленных «Дума», в страстном монологе говорит, что для постижения высшей цели существования и последующего благословения потомков от человека требуется железная воля и силы — пренебречь, если потребуется, удобствами жизни, бодрая и крепкая мысль, а если сил не хватило, как Ганцу, тогда да, желательно уйти от жизненной суеты и светских проблем и довольствоваться спокойной семейной жизнью в укромном уголке.
И вот Кюхельгартен уже у дома любимой. Луиза, как будто предчувствуя его возвращение, заводит весёлую песню под клавесин, слышит вдруг чей-то вздох и видит Ганца. Морок страданий и прежних несбыточных надежд и желаний спадает с его души и он с радостью пробуждается к новой жизни — влюблённые женятся и стар и млад гуляют на их весёлой свадьбе.
В эпилоге рассказчик воздаёт хвалу Германии как стране возвышенных помышлений и идеалов, наполняющих душу, и оберегаемой великим Гёте.

## История создания
Известен рассказ Анненкова о том, что Гоголь сразу после приезда в Санкт-Петербург в 1829 году отправился к Пушкину, но застал того спящим, так как он всю ночь «в картишки играл». По мнению Игоря Золотусского, Гоголь шёл к Пушкину именно с поэмой «Ганц Кюхельгартен», так как больше ему показать Пушкину было нечего. По мнению Золотусского, если бы Пушкин прочёл поэму, он вряд ли одобрил бы её.
После издания поэмы в типографии Плюшара в июне 1829 года на неё появилось несколько отрицательных отзывов. В частности, язвительные отзывы об этой поэме появились в журнале «Московский телеграф» Н. И. Надеждина. После этого Гоголь со своим слугой Якимом выкупил все доступные экземпляры собственной поэмы и сжёг их у себя в номере, поэтому первое издание поэмы является библиографической редкостью. По свидетельству И. В. Лазаревского Гоголь успел подарить по экземпляру своим друзьям — Михаилу Петровичу Погодину и Петру Александровичу Плетнёву.
Произведение было написано под псевдонимом В. Алов. Гоголь в предисловии к поэме написал, что это произведение молодого автора, нуждающегося в деньгах. Принадлежность Гоголю идиллии «Ганц Кюхельгартен», не переиздававшейся при жизни писателя, была впервые установлена в печати П. А. Кулишом в анонимной заметке 1852 года «Несколько черт для биографии Н. В. Гоголя». Опираясь на свидетельства Н. Я. Прокоповича, друга и соученика Гоголя по нежинской гимназии, Кулиш сообщал, что никто, кроме Прокоповича и слуги Гоголя Якима, не знал о реальном авторстве поэмы.

## В культуре
Сюжет с сожжением поэмы «Ганц Кюхельгартен» включен в фабулу повествования фильма 2017 года «Гоголь. Начало» российского режиссёра Егора Баранова с Александром Петровым в главной роли. Одна из главных героинь фильма Лиза Данишевская читает вслух стихи из первой картины поэмы:
Светает. Вот проглянула деревня,
Дома, сады. Всё видно, всё светло.
Вся в золоте сияет колокольня
И блещет луч на стареньком заборе.
Пленительно оборотилось всё
Вниз головой, в серебряной воде:
Забор, и дом, и садик в ней такие ж.
Всё движется в серебряной воде:
Синеет свод, и волны облак ходят,
И лес живой вот только не шумит.